# تپه یوخاری قبرستان
تپه یوخاری قبرستان مربوط به دوران‌های تاریخی پس از اسلام است و در شهرستان خدابنده، بخش سجاسرود، روستای اوچ بولاغ واقع شده و این اثر در تاریخ ۱۷ اسفند ۱۳۸۱ با شمارهٔ ثبت ۷۷۳۱ به‌عنوان یکی از آثار ملی ایران به ثبت رسیده است.